# Зидек, Анна Карин
Не путать со сноубордисткой Анной-Кристин Улофссон
А́нна Кари́н Зи́дек (швед. Anna Carin Zidek; род. 1 апреля 1973 года, Свег, Емтланд) — шведская биатлонистка и лыжница, олимпийская чемпионка 2006 года по биатлону в масс-старте, чемпионка мира по биатлону 2007 года в смешанной эстафете. Выступала также под девичьей фамилией У́лофссон и под двойной фамилией Улофссон-Зидек.

## Биография
Анна с раннего детства начала заниматься лыжами. Она занимается не только своей спортивной карьерой, но и имеет образование физиотерапевта. В 1993 году она попадает в юниорскую лыжную сборную Швеции и выступает на юниорском чемпионате мира по лыжам, где не показывает высоких результатов. И в дальнейшем ей не удаётся достичь высоких результатах в лыжных гонках: она не попадает в состав основной сборной команды Швеции по лыжам, выступает, в основном, в национальных турнирах, в Кубке Европы и на этапах Кубка мира, проходящих в Швеции. Первый успех пришёл в 2000 году, когда она выиграла этап Кубка Европы. Но и этот момент не стал поворотным в карьере Анны Карин. В сезоне 2001—2002 годов она выигрывает ещё две гонки и попадает в состав ослабевшей с уходом ветеранов сборной Швеции по лыжам. На Зимних Олимпийских играх 2002 года Улофссон не блещет результатами: лучшая её позиция — тридцатое место в масс-старте на 15 км. В 2002 году она переходит из лыж в биатлон. Дебют Анны оказался вполне успешным — шестое место на этапе Кубка Европы. Уже со следующего старта её перевели на этап Кубка мира. Однако в начале биатлонной карьеры Улофссон подводила стрельба. Поэтому сезон 2003—2004 был не очень удачным для неё. Упорно работая над стрельбой, уже в следующем сезоне Анна поднимается на первый свой биатлонный подиум и завоёвывает медаль чемпионата мира, а по итогам сезона становится десятой в общем зачёте Кубка мира. На Зимних Олимпийских играх 2006 года Улофссон завоёвывает золотую медаль в масс-старте на 12,5 км и серебро в спринте, а в 2007 году становится чемпионкой мира по биатлону в смешанной эстафете. В общем зачёте Кубка мира по итогам сезона Анна-Карин заняла второе место, уступив лишь Кати Вильхельм. Немного не хватило Анне Карин до завоевания Большого хрустального Глобуса и в следующем сезоне — неудачное выступление в заключительной гонке и лишь 3 место в тотале.

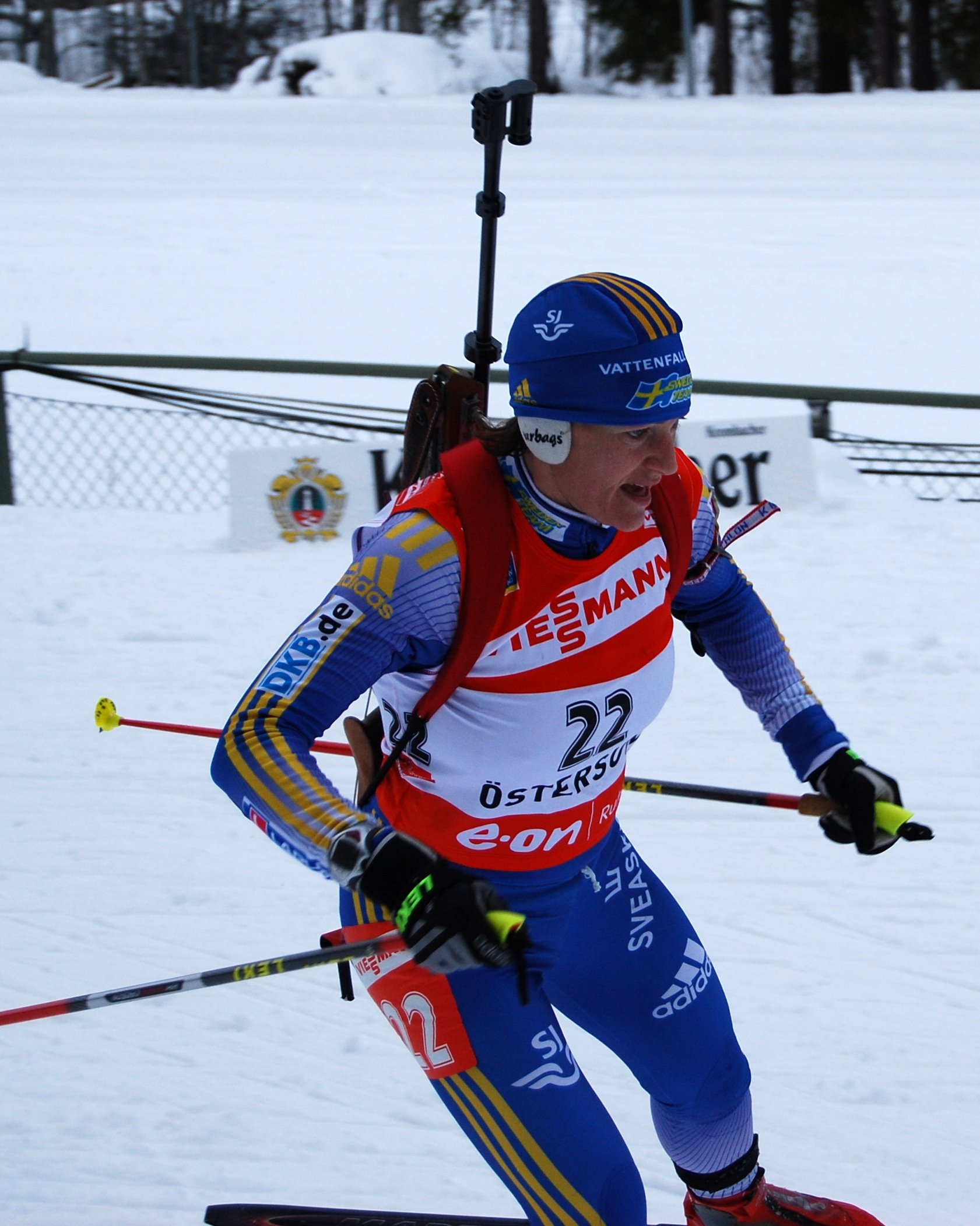
На домашнем чемпионате мира 2008 года в Эстерсунде

По ходу кубка мира 2007—2008 забеременела и на домашнем чемпионате мира в Эстерсунде выступала будучи на третьем месяце беременности. В мае 2008 года Анна Карин вышла замуж за сервисмена Канадской сборной по биатлону Тома Зидека, а в конце июня родила сына, которого назвали Лайамом.
Быстрое возвращение в большой спорт после рождения сына оказалось вполне удачным для 35-летней шведской биатлонистки: 10 попаданий в десятку сильнейших, в том числе бронза в спринте на заключительном этапе в Ханты-Мансийске. Кроме того, Анне Карин удалось завоевать серебро в смешанной эстафете на чемпионате мира в Пхёнчхане в составе сборной Швеции (Хелена Юнссон, Улофссон-Зидек, Давид Экхольм, Карл Юхан Бергман). Год олимпийская чемпионка из Швеции закончила 10-й в общем зачёте Кубка мира.
Олимпийский сезон 2009—2010 начался для Анны Карин очень успешно. На домашнем этапе в Эстерсунде в первом же старте сезона (индивидуальной гонке) она поднялась на вторую ступень пьедестала, уступив лишь своей соотечественнице, победительнице общего зачёта предыдущего сезона, Хелене Юнссон. Допустив два промаха, Анна Карин показала свою феноменальную скорость, став лучшей по чистому времени прохождения трассы. В следующей же гонке (спринт) Анне Карин не удалось повторить свой успех — 9 место. Но это с 3 промахами на такой короткой дистанции, как спринт. Вновь помогла фантастическая скорость. Однако на Олимпиаде-2010 она не заняла ни одного подиума ни в одной гонке, как и вся женская сборная Швеции.
В 2011 году Анна приняла решение завершить свою карьеру.
Жизненный девиз Анны: «Жизнь коротка, и не стоит растрачивать её на что попало».

## Кубки мира
- 2002—2003 — 51-е место (27 очков)
- 2003—2004 — 25-е место (236 очков)
- 2004—2005 — 10-е место (474 очка)
- 2005—2006 — 2-е место (818 очков)
- 2006—2007 — 3-е место (860 очков)
- 2007—2008 — 12-е место (394 очка)
- 2008—2009 — 10-е место (645 очков)
- 2009—2010 — 5-е место (775 очков)
- 2010—2011 — 10-е место (703 очка)

Победы на этапах Кубка Мира
| Дата            | Место                  | Дисциплина           |
| --------------- | ---------------------- | -------------------- |
| 7 декабря 2005  | Хохфильцен             | Индивидуальная гонка |
| 17 декабря 2005 | Осрблье                | Спринт               |
| 18 декабря 2005 | Осрблье                | Гонка преследования  |
| 25 февраля 2006 | Чезана Сан-Сисарио, ОИ | Масс-старт           |
| 16 марта 2006   | Контиолахти            | Спринт               |
| 18 марта 2006   | Контиолахти            | Гонка преследования  |
| 15 декабря 2006 | Хохфильцен             | Спринт               |
| 14 января 2007  | Рупольдинг             | Масс-старт           |
| 17 января 2007  | Поклюка                | Спринт               |
| 11 декабря 2009 | Хохфильцен             | Спринт               |
| 13 января 2010  | Рупольдинг             | Спринт               |
| 15 января 2010  | Рупольдинг             | Эстафета             |
| 1 декабря 2010  | Эстерсунд              | Индивидуальная гонка |

Все старты в рамках этапов Кубка мира (включая чемпионаты мира и Олимпийские игры)
| Результат     | Индивидуальная гонка | Спринт | Гонка преследования | Масс-старт | Эстафета 4х6 км | Всего |
| ------------- | -------------------- | ------ | ------------------- | ---------- | --------------- | ----- |
| 1 место       | 1                    | 4      | 2                   | 2          | 1               | 10    |
| 2 место       | 1                    | 4      | 2                   | 2          | 2               | 11    |
| 3 место       | -                    | 2      | 3                   | -          | 1               | 6     |
| Финиш в 10-ке | 10                   | 27     | 18                  | 11         | 16              | 82    |
| Финиш в очках | 17                   | 47     | 41                  | 20         | 20              | 145   |
| Старты        | 22                   | 61     | 50                  | 20         | 20              | 173   |

(по состоянию на сезон 2008—2009)

## Награды
- Королевская медаль Его Величества за заслуги перед шведским спортом (2024)[3]